# MYmovies.it
MYmovies.it è un sito web e database italiano online di informazione cinematografica, edito da Mo-Net S.r.l., società sotto la direzione e coordinamento di GEDI Gruppo Editoriale S.p.A.

## Storia
Venne fondato a Firenze nel 2000 da Gianluca Guzzo insieme a Luciano Belli e Mario Mancini. Esordì online in occasione della 57ª edizione della Mostra Internazionale d'Arte Cinematografica di Venezia con l'obiettivo di costruire una biblioteca del cinema su Internet. Divenne poi il primo sito in Italia di cinema per utenti unici e la più grande risorsa online sul cinema in lingua italiana. Al gennaio 2018 MYmovies.it contava oltre 500.000 utenti unici giornalieri, 100.000 schede di film dal 1895 in poi e oltre 600.000 recensioni e commenti dei lettori. La programmazione include 3.500 sale cinematografiche.
Nel febbraio 2010 MYmovies.it lancia la propria piattaforma streaming MYMOVIESLIVE che permette la visione di un film online (l'utente per vedere il film dovrà prima prenotare un posto e poi accedere alla visione a un orario preciso, in compagnia virtuale di altri spettatori online). A febbraio 2013 il sito è stato acquisito per il 51% dal Gruppo Editoriale l'Espresso, oggi GEDI Gruppo Editoriale S.p.A, che dal 2016 è passato al controllo dell'83% di MYmovies.it. Gianluca Guzzo, cofondatore e amministratore delegato della società, detiene il restante 17%. Nel 2014 MYmovies.it debutta nella distribuzione cinematografica con il documentario Altman di Ron Mann, selezionato alla 71ª Mostra internazionale d'arte cinematografica di Venezia nella sezione Venezia Classici.
L'esordio nella produzione arriva, invece, nel 2015 con il documentario Louisiana – The Other Side di Roberto Minervini, prodotto in partecipazione con MYmovies.it e selezionato alla 68ª edizione del Festival di Cannes nella sezione Un Certain Regards. Con Newton-Compton pubblica dal 2009 Il Farinotti Dizionario di tutti i film e con Zanichelli Il Morandini-MYmovies.it Dizionario del film di fantascienza e di animazione. MYmovies.it è inoltre content provider di informazione cinematografica per editori e player Internet come la Repubblica, ANSA, Yahoo!, Sky, Corriere della Sera.

## Servizi

### MYmovies Live
MYmovies Live è la piattaforma streaming in abbonamento di MYmovies.it, che offre l'accesso a una library di film indipendenti e di qualità, spesso in anticipo sulle uscite cinematografiche. Debutta nel 2009 con il film La bocca del lupo di Pietro Marcello: per la prima volta un film veniva reso disponibile su Internet prima che al cinema.
Oggi l'offerta streaming di MYMOVIESLIVE è caratterizzata da una selezione di film con importanti riconoscimenti ai maggiori Festival Internazionali, anteprime web delle migliori release cinematografiche e home video, impreziosite da una proposta di grandi classici della storia del cinema.
In collaborazione con le maggiori società italiane di distribuzione e i più importanti Festival di cinema, la piattaforma MYmovies Live è un punto di riferimento per la diffusione digitale del cinema indipendente e di qualità. Dal 2013, grazie alla collaborazione con la Mostra Internazionale d’Arte Cinematografica di Venezia, i film delle sezioni Orizzonti e Biennale College vengono presentati nella Sala Web di MYmovies Live in contemporanea con le proiezioni ufficiali al lido.

### Trovastreaming
Nel 2016 MYmovies.it lancia un nuovo servizio dedicato allo streaming e al digital download: il primo motore di ricerca in Italia di film disponibili per il noleggio e l'acquisto nei formati SD (Standard Definition) e HD (High Definition). Trovastreaming è uno strumento di orientamento per favorire la ricerca legale dell'audiovisivo sulle maggiori piattaforme digitali operanti sul mercato italiano. Salgono a bordo fin da subito TIMvision, iTunes, Google Play, Rakuten TV, Chili, Infinity e RaiPlay.
Già dal 2015, invece, in occasione del debutto in Italia di Netflix, MYmovies.it sviluppa in collaborazione con la più grande piattaforma streaming del mondo, una sezione dedicata alle migliori serie TV, film, documentari e produzioni originali Netflix.

### Video recensioni
Con l'esigenza di raggiungere il proprio pubblico anche attraverso l'immagine in movimento, MYmovies.it lancia nel maggio 2017 la sua prima video recensione. Ideato da Gianluca Guzzo e realizzato in collaborazione con Repubblica.it, il format si distingue per un concept originale e accattivante, che coniuga la scrittura dei critici di MYmovies.it, con il volto di alcuni tra i più promettenti interpreti del cinema italiano.
Creato principalmente con l'obiettivo di valorizzare le opere cinematografiche, il nuovo progetto sulle video recensioni posiziona MYmovies.it anche come interlocutore privilegiato per la promozione di giovani talenti.